# Acquisition
Acquisition era un noto client di file sharing per utenti Macintosh che utilizzano la rete Gnutella.
David Watanabe è il padre e sviluppatore di Acquisition. Non ha creato nessuna società che gestisce questo progetto.

## La Storia

### Storico client del mondo Mac
Acquisition è stato uno dei primi programmi P2P per gli utenti Macintosh, ora non più disponibile, basato su LimeWire, sfruttava la rete Gnutella e BitTorrent per la ricerca del materiale.

### Piena integrazione
Acquisition offriva una gamma completa di tutte le novità del mondo Apple fino al sistema operativo OS X Snow Leopard:
- Completa integrazione sia con iTunes che con iPod;
- Interfaccia grafica in classico stile Apple;
- Ricerca artista/album (caratteristica esclusiva di Acquisition)